# Hohenfelde (Stormarn)
Hohenfelde település Németországban, Schleswig-Holstein tartományban. Lakosainak száma 43 fő (2023. december 31.). Hohenfelde Trittau és Köthel községekkel határos.

## Története
A Hohenfelde 1822-ben alakult.

## Népesség
A település népességének változása:
| Lakosok száma | 56   | 50   | 53   | 46   | 41   | 43   |
|               | 1975 | 2017 | 2019 | 2021 | 2022 | 2023 |